# Stanko Premrl

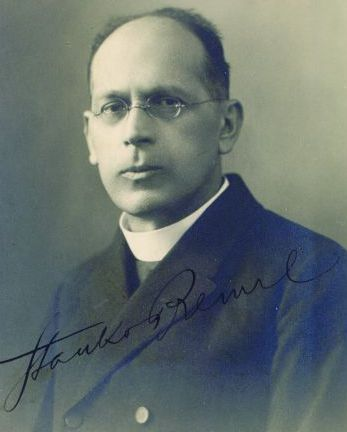
1880–1965

Stanko Premrl (* 28. September 1880 in Podnanos; † 14. März 1965 in Ljubljana) war ein
slowenischer Priester und Komponist.
Er besuchte das humanistische Gymnasium und das theologische Seminar in Ljubljana und wurde 1903 zum Priester geweiht. Er studierte dann Orgelspiel bei Rudolf Dietrich und Komposition bei Robert Fuchs am Konservatorium von Wien.
Von 1909 bis 1939 war er Chorregent und Organist am Dom und von 1909 bis 1945 Orgellehrer am Konservatorium, der Musikakademie, der Orgelschule, an der Theologischen Fakultät der Universität und am Priesterseminar von Ljubljana. Er erwarb sich einen Ruf als außerordentlicher Konzertorganist und Orgelimprovisator. Fünfunddreißig Jahre lang gab er die Zeitschrift Cerkveni glasbenik (Der Kirchenmusiker) heraus, in der er zahlreiche Artikel, Essays, Briefe und Rezensionen veröffentlichte.
Neben einer Weihnachtssuite, einer Sinfonietta, einer Kantate, kammermusikalischen Werken und Klavierstücken komponierte er vorrangig Kirchenmusik: Messen, Requiem, Passionen, Magnificat, Te Deum und Offertorien sowie mehr als 2000 Lieder, darunter Zdravljica nach France Prešeren, das seit der Unabhängigkeit des Landes die Nationalhymne Sloweniens ist.